# Felisburgo
Felisburgo – miasto i gmina w Brazylii, w stanie Minas Gerais.